# Église Saint-Memmie de Saint-Memmie
L'église de Saint-Memmie se trouve être dédiée à Memmie de Châlons et localisé en Champagne-Ardenne.

## Présentation

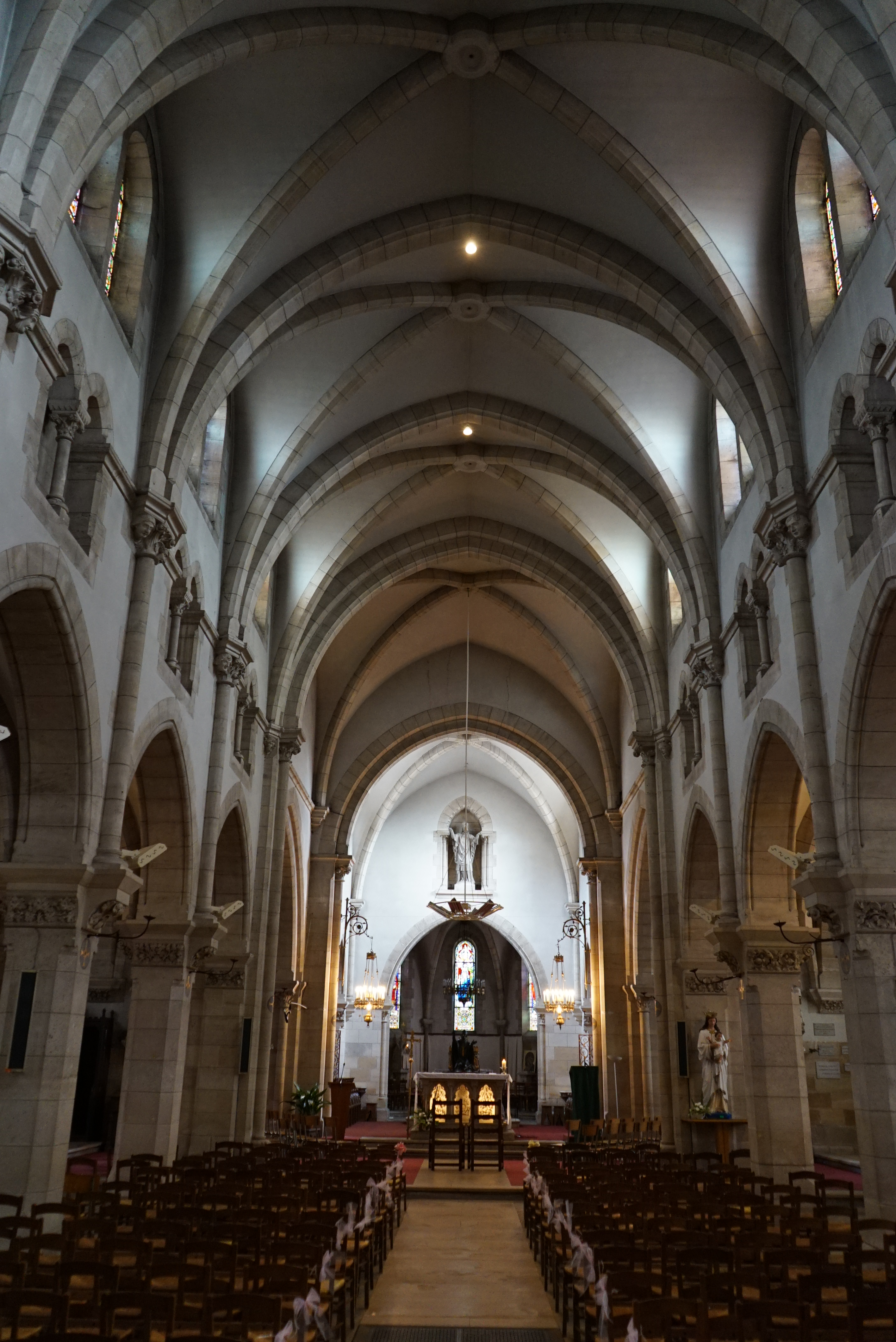
La nef vers le transept et le chœur.

L'église Saint-Memmie date du troisième tiers du XIXe siècle. Elle recèle le tombeau de saint Memmie, premier évêque de Châlons-en-Champagne. Son ensemble de vitraux du XIXe siècle est l'œuvre tant de Vermonet-Pommery que de Marquant-Vogel, verriers à Reims. Elle a de belles pierres tombales des XIIe et XIIIe siècles (deux d'entre elles sont désormais recouvertes par une moquette collée), l'une du XIIe siècle représente Memmie, l'autre du XIIIe siècle  un chevalier ayant un faucon sur son poing. La pierre tombale de Memmie est surmontée d'un gisant. L'église possède aussi des reliquaires de Pome, Donatien et Domitien, sa sœur et ses successeurs. Ces châsses furent restaurées en 1994 par la famille Dosnon.
Le chœur, fermé par une grille, possède des stalles.

## Galerie

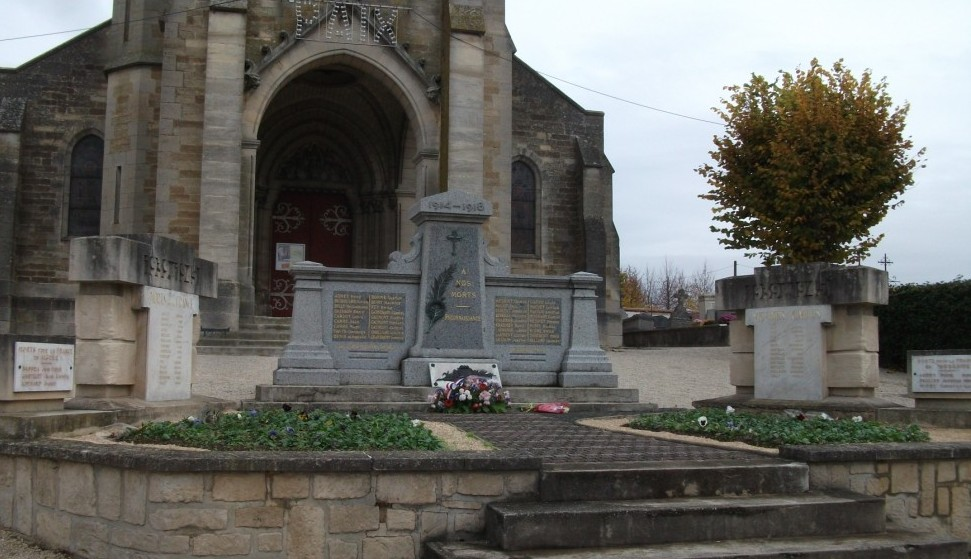
Le monument aux morts devant le portail de la tour porche.
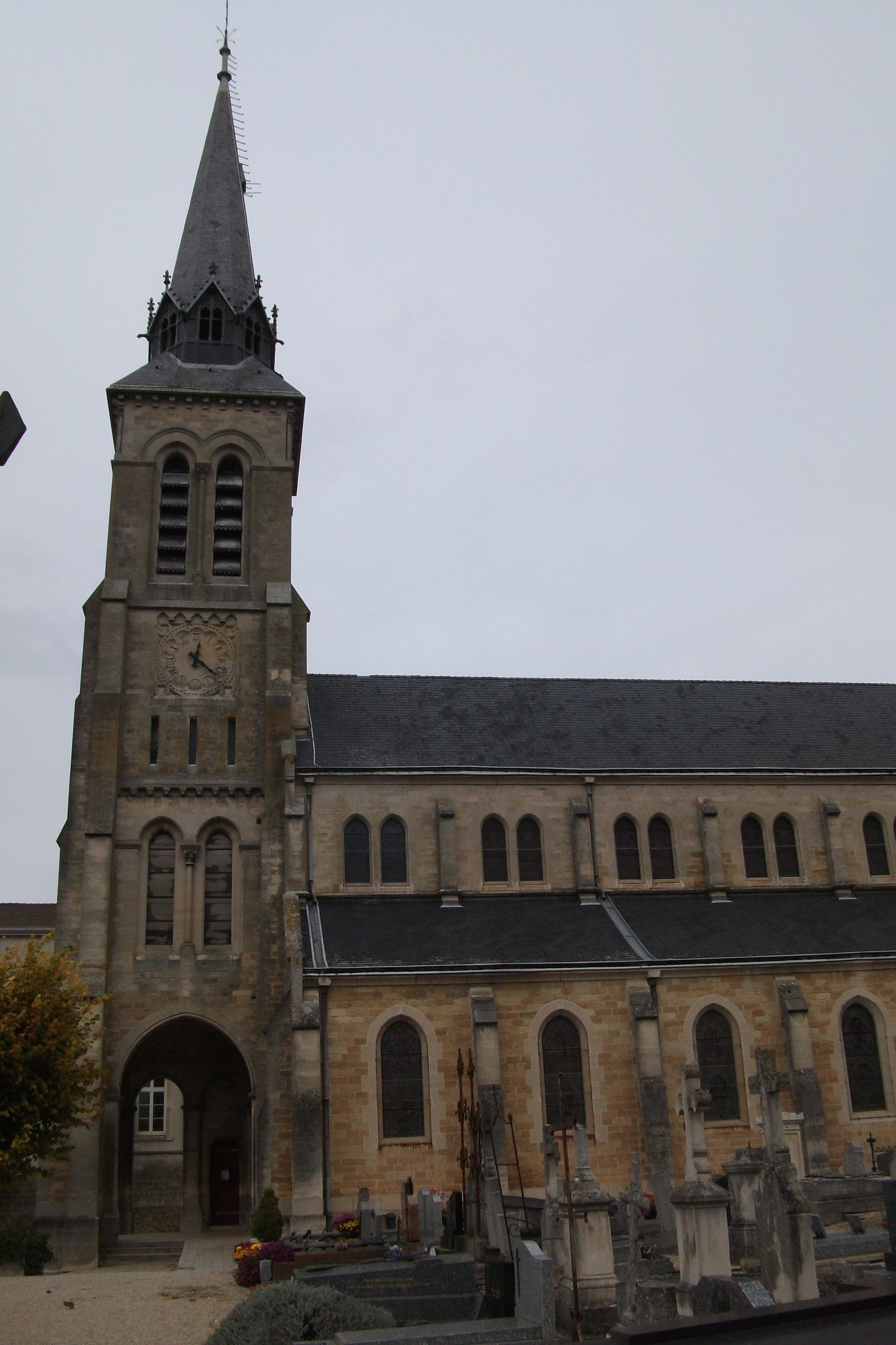
La tour porche vue du sud.
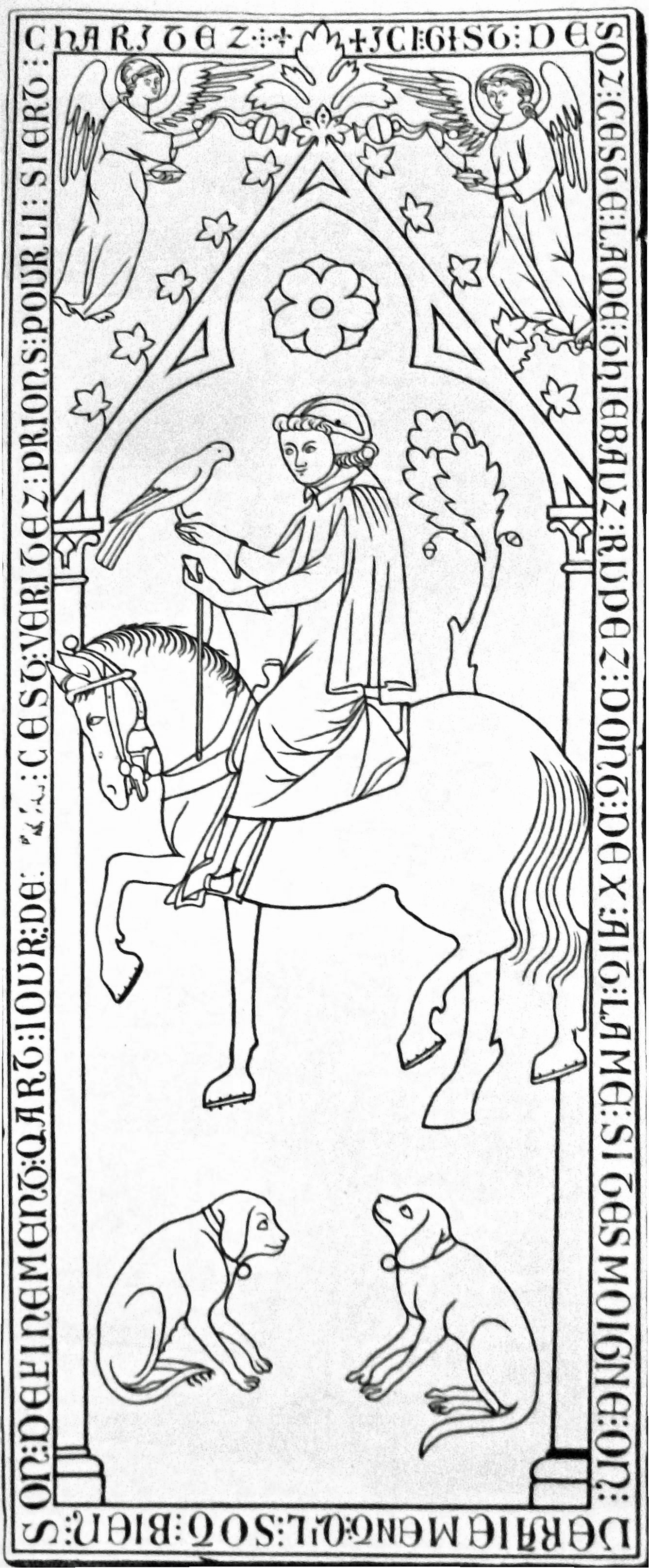
Gisant de chevalier.
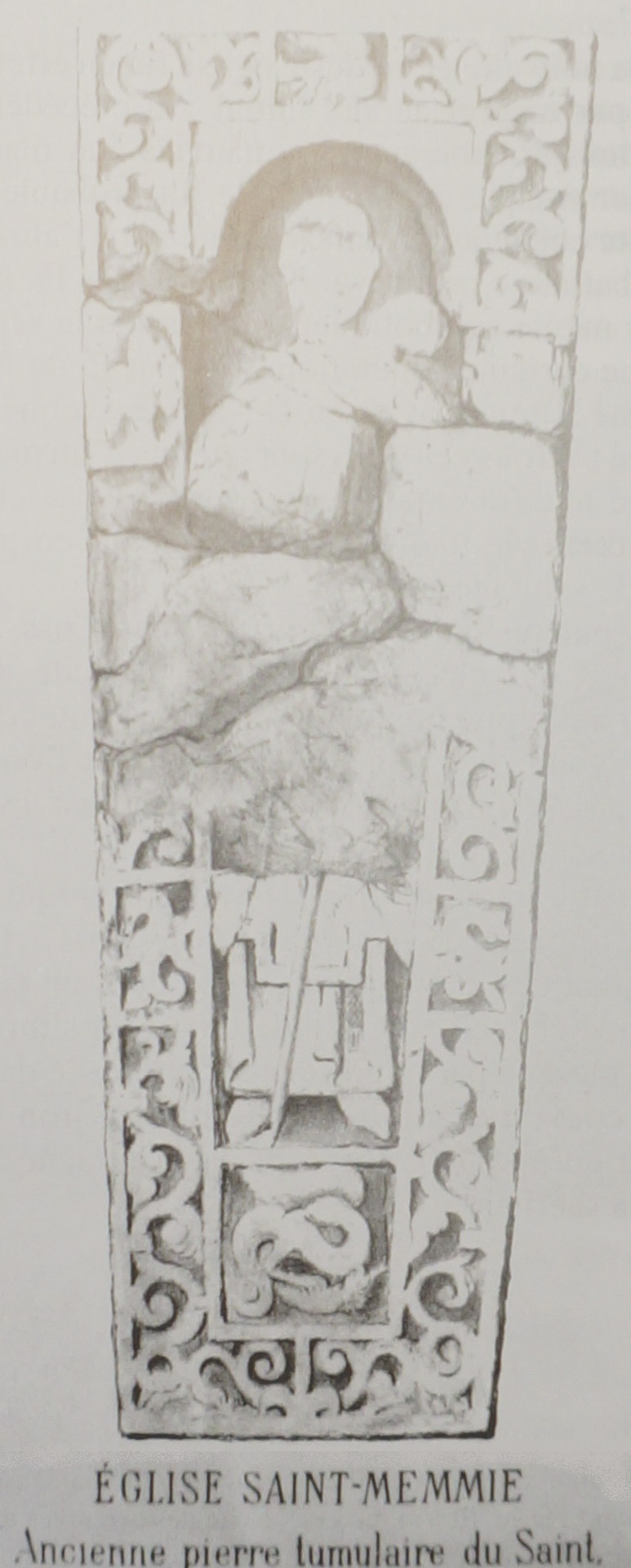
Relevé de l'ancien tombeau.
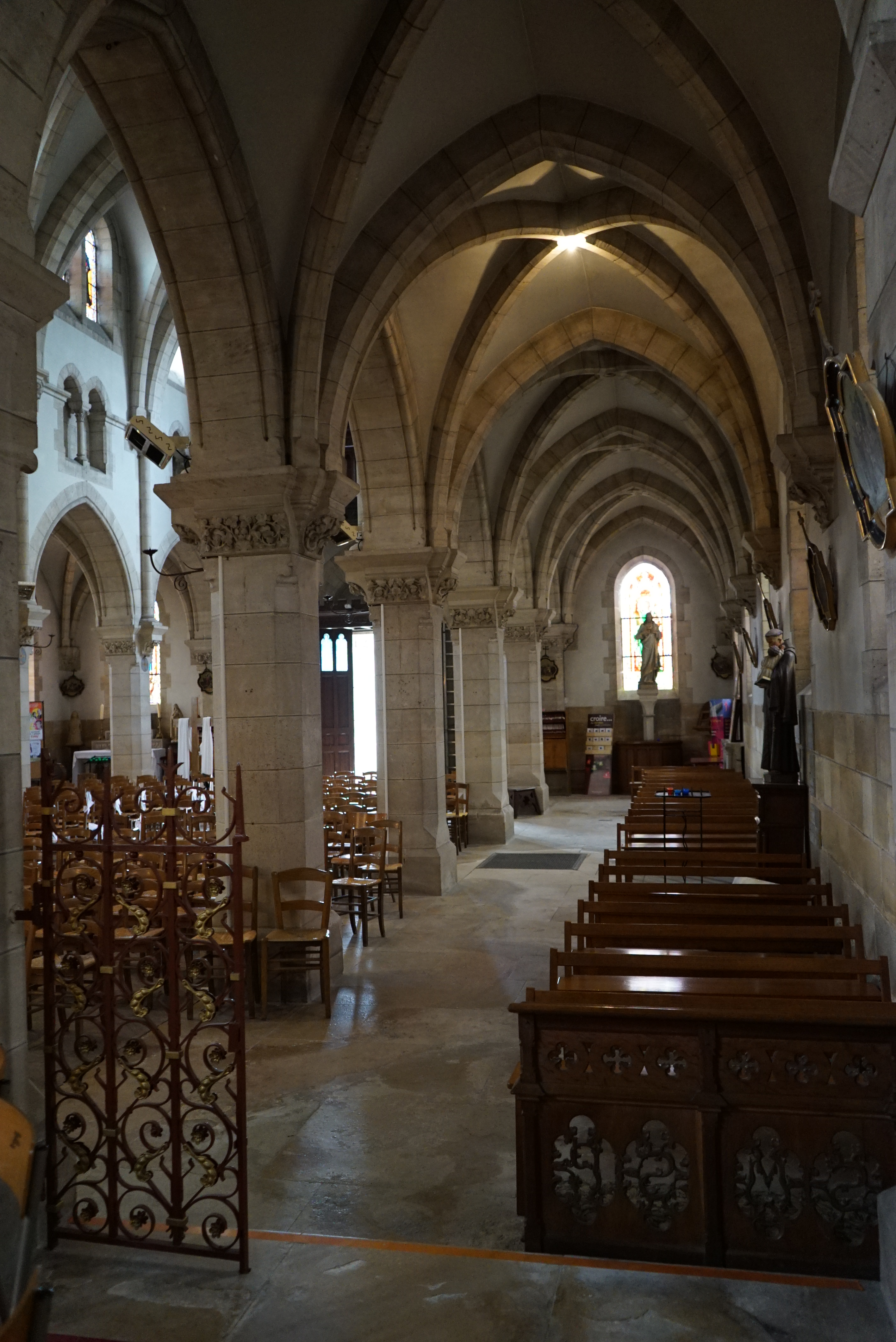
Grille du chœur et bas côté nord.